# Agripí d'Alexandria
Agripí d'Alexandria va ser el desè patriarca d'Alexandria. Va ocupar el càrrec de l'any 166 al 178.
Va ser ordenat sacerdot a l'església d'Alexandria. Quan el patriarca Celadió va morir va ser escollit, per consens del poble i del clergat, el seu successor. Segons la tradició copta no posseïa ni plata ni or, només el necessari per satisfer les seves necessitats bàsiques.
Va morir el 12 de febrer de l'any 178, i segons el Sinaxari de l'Església Copta és considerat sant.